# Isidoro Verga
Isidoro Verga (Bassano in Teverina, 29 de abril de 1832 – Roma, 10 de agosto de 1899) foi um cardeal italiano da Igreja Católica, Penitenciário-mor Apostólico.

## Biografia
Estudou no Seminário de Orte; no Seminário de Viterbo; depois, no Collegio Romano (teologia) e, finalmente, na Universidade de Roma "La Sapienza" (direito canônico).
Foi ordenado padre em 1859. Foi advogado no tribunal da Sagrada Rota Romana, sommiste na Sagrada Congregação para os Bispos e cônego da Basílica de São Pedro. Em 29 de janeiro de 1877, foi nomeado pró-secretário da Sagrada Congregação do Concílio Tridentino e secretário, em 30 de julho de 1878. Participou, juntamente com os Monsenhores Luigi Pallotti e Luigi Galimberti, na redação da constituição apostólica Romanos Pontifices, de 8 de maio de 1881, que regulou as relações entre os bispos e as ordens regulares. Foi também Consultor da Sagrada Congregação de Propaganda Fide.
Foi criado cardeal pelo Papa Leão XIII, no Consistório de 10 de novembro de 1884, recebendo o barrete vermelho e o título de cardeal-diácono de Santo Ângelo em Pescheria em 13 de novembro do mesmo ano.
Em 31 de julho de 1885 foi nomeado prefeito do Supremo Tribunal da Assinatura Apostólica e foi prefeito da Sagrada Congregação dos Bispos e Regulares, de 12 de novembro de 1888 a 1 de outubro de 1896. Optou pela diaconia de Santa Maria em Via Lata em 1 de junho de 1891. Optou pela ordem dos cardeais-presbíteros e recebeu o título de São Calisto em 22 de junho de 1896. Em 1 de outubro desse mesmo ano, foi nomeado Penitenciário-mor Apostólico.
Passa para a ordem dos cardeais-bispos e para a sé suburbicária de Albano em 30 de novembro de 1896. Foi consagrado em 13 de dezembro, na capela do Collegio Pio Latino, por Luigi Oreglia di Santo Stefano, cardeal decano do Sagrado Colégio dos Cardeais, assistido por Cesare Sambucetti, secretário da Sagrada Congregação Cerimonial e por Beniamino Cavicchioni, prelado adjunto da Sagrada Congregação do Concílio.
Morreu em 10 de agosto de 1899, em Roma. Velado na basílica de San Lorenzo in Damaso, seu corpo foi sepultado na capela do Sagrada Congregação da Propaganda Fide no cemitério Campo di Verano em 13 de agosto. O funeral realizou-se naquela basílica no dia seguinte, 14 de agosto.